# Kanton Arlanc
Kanton Arlanc (fr. Canton d'Arlanc) je francouzský kanton v departementu Puy-de-Dôme v regionu Auvergne. Tvoří ho devět obcí.

## Obce kantonu
- Arlanc
- Beurières
- Chaumont-le-Bourg
- Doranges
- Dore-l'Église
- Mayres
- Novacelles
- Saint-Alyre-d'Arlanc
- Saint-Sauveur-la-Sagne